# Gedaren
Gedaren is een bestuurslaag in het regentschap Klaten van de provincie Midden-Java, Indonesië. Gedaren telt 2936 inwoners (volkstelling 2010).